# Трубочист (опера Сальери)
Der Rauchfangkehrer, oder Die Unentbehrlichen Verräther ihrer Herrschaften aus Eigennutz («Трубочист, или незаменимые предатели своих Светлостей из корысти») — опера Антонио Сальери в трех действиях  на либретто Леопольда Ауэнбруггера на немецком языке. Первоначально обозначенное как Musikalisches Lustspiel (музыкальная комедия), это произведение обладает характеристиками как немецкого зингшпиля , так и итальянской оперы-буффа.
Музыкальное произведение было названо «языковой практикой на» [немецком] для Сальери, как выразился Иосиф II. Здесь Сальери сумел создать виртуозные партии для некоторых из самых известных певцов Вены: Катерины Кавальери, исполнившей роль Констанцы в «Похищении из сераля» Моцарта, и Людвига Фишера, исполнившего роль Осмина в той же опере. Фройле Наннетт (Кавальери) поёт блестящие демонстрационные арии, стремясь снискать любовь Вольпино, в частности «Wenn dem Adler das Gefieder», а Герр фон Бер (Фишер) последовательно демонстрирует свои медвежьи качества. Кроме того, опера содержит очень много юмора и приносит удовольствие благодаря остроумию Вольпино и увлечению, которое испытывают к нему дамы.

## История постановок
Заказанная императором Иосифом II для своей немецкой труппы, опера была впервые исполнена 30 апреля 1781 года в Бургтеатре Вены. С тех пор и до 5 июля 1782 года её ставили 13 раз. Позже опера обрела популярность в северной Германии, где её постоянно  исполняли снова вплоть до начала 1900-х годов.
Первое исполнение в наши дни состоялось 14 ноября 2011 года в австрийском Граце, родном городе либреттиста Леопольда Ауэнбрюггера. Австралийская премьера оперы состоялась на английском языке под названием The Chimney Sweep (Трубочист) в 2014 году в опере Пинчгута
.

## Краткий обзор
Место действия: богатый особняк фрау фон Габихт конца 1800-х годов, расположенный в столице Германии.
Любовная интрига, в которой Вольпино, трубочист, и Лизель, кухарка, потворствуют получению приданого от своих светских покровителей, господ фон Бера и господина фон Вольфа. Вольпино выполняет эту задачу, влюбив фрау фон Габихт и фрау Наннет в музыку, а затем убеждая дворян, ухаживающих за дамами, дать ему денег, чтобы разочаровать женщин.